# 1-Phenyl-2-propanol
1-Phenyl-2-propanol ist eine chemische Verbindung aus der Gruppe der Alkohole, genauer der Phenylpropanole.

## Vorkommen
1-Phenyl-2-propanol wurde im ätherischen Öl von Chrysanthemen nachgewiesen.

## Gewinnung und Darstellung
(S)-1-Phenyl-2-propanol kann enantioselektiv durch Bioreduktion von 1-Phenyl-2-propanon gewonnen werden. (RS)-1-Phenyl-2-propanol kann durch Reduktion von 1-Phenyl-2-propanon mit Natriumborhydrid dargestellt werden.

## Eigenschaften
1-Phenyl-2-propanol ist eine farblose klare Flüssigkeit. Mit Acetaten (wie zum Beispiel Vinylacetat) reagiert die Verbindung bei Raumtemperatur.

## Verwendung
1-Phenyl-2-propanol wird als Zwischenprodukt zur Herstellung von Arzneistoffen verwendet.